# Південно-Африканський резервний банк
Південно-Африканський резервний банк (англ. South African Reserve Bank, афр. Suid-Afrikaanse Reserwebank) — центральний банк Південно-Африканської Республіки.

## Історія
23 квітня 1793 року в Кейптауні відкрито перший банк в Південній Африці — державний Ломбард банк. У 1883 році банк був закритий.
У 1837 році відкрито перший приватний банк — Банк Мису Доброї Надії. Пізніше відкрилися ще кілька приватних банків, деякі з них випускали банкноти (Лондонський і Південно-Африканський банк, Сільськогосподарський банк Квінстауна, Кафрарии, Комерційний банк Порт Елізабет та ін.)
До 1920 року банкноти в Південній Африці випускалися вісьмома банками. У 1920 році казначейством Південно-Африканського Союзу випускалися золоті сертифікати.
31 березня 1920 року засновано державний Південно-Африканський резервний банк, який почав операції 30 червня 1921 року.